# Enclavamiento

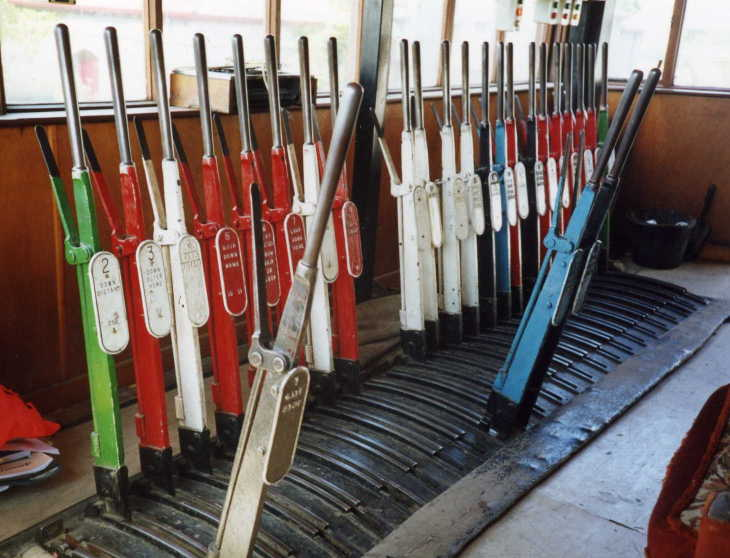
Panel de control de un enclavamiento mecánico en Irlanda.

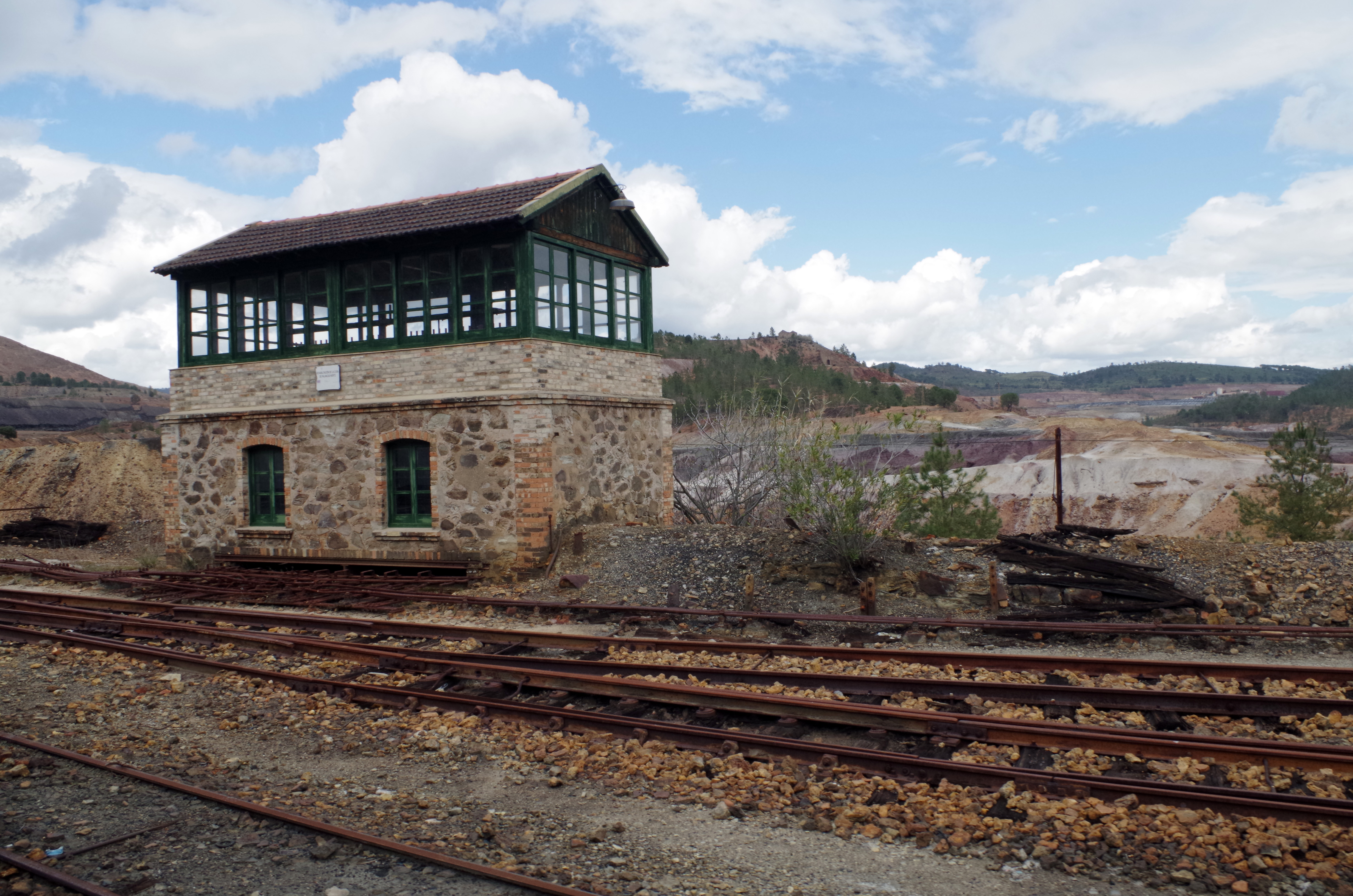
Vista de la Casa de Palancas Norte en Zarandas-Naya, perteneciente al ferrocarril de Riotinto (España).

Un enclavamiento es un dispositivo que permite controlar la circulación en una estación de ferrocarril. Es capaz de manejar las señales, los desvíos, los calces y las semibarreras. Además, impide el cambio de los elementos anteriores si la nueva posición se encuentra en una configuración incompatible con la de otro elemento.
El término suele reservarse a los dispositivos que controlan los elementos de una estación de ferrocarril y sus inmediaciones. Cuando los elementos a controlar están situados en el trayecto entre dos estaciones colaterales, se suele hablar de dispositivos de bloqueo. Existen enclavamientos puramente mecánicos (que funcionan con levas, palancas y poleas), electromecánicos (basados en relés de seguridad) y electrónicos (gobernados por microprocesadores).

## Historia
Los enclavamientos mecánicos surgen durante el siglo XIX, cuando la densidad del tráfico ferroviario conllevó un importante incremento en el número de vías de apartadero, agujas y señales. Dado que el manejo de estas infraestructuras se hacía de manera manual, esto conllevó que aumentara el personal necesitado. Los problemas derivados de esta situación ―los accidentes provocados por errores humanos y un elevado gasto de personal― llevaron a las compañías ferroviarias a buscar una alternativa. Surgió entonces la idea de concentrar en un mismo punto todos los dispositivos mecánicos que regulaban el tráfico.

## Enclavamientos eléctricos
Un enclavamiento eléctrico (también denominado retención eléctrica) es un dispositivo que controla la condición de estado de cierto circuito eléctrico/ mecanismo para habilitar o no un accionamiento, comúnmente utilizando solenoides electromagnéticos estimulados por señales eléctricas. Esto es común en equipos en donde se desee lograr una condición de seguridad para su accionamiento, como, por ejemplo, el cierre de un interruptor tensionado de un lado del circuito.
El concepto básico de un enclavamiento consiste en que al accionar el dispositivo montado a tal fin, queda "retenido" o "enclavado"(por ejemplo posibilitando el funcionamiento continuo de un motor eléctrico). Se puede luego accionar este dispositivo para que se "desenclave" o lo que comúnmente se denomina "caída de la retención" (por ejemplo haciendo que el motor eléctrico se detenga). Otras aplicaciones de estos enclavamientos tienen la finalidad de asociar los dispositivos eléctricos con la lógica de circuitos para obtener mayor confiabilidad en la operación y minimizar los riesgos eléctricos.  